# Kiryat Malakhi

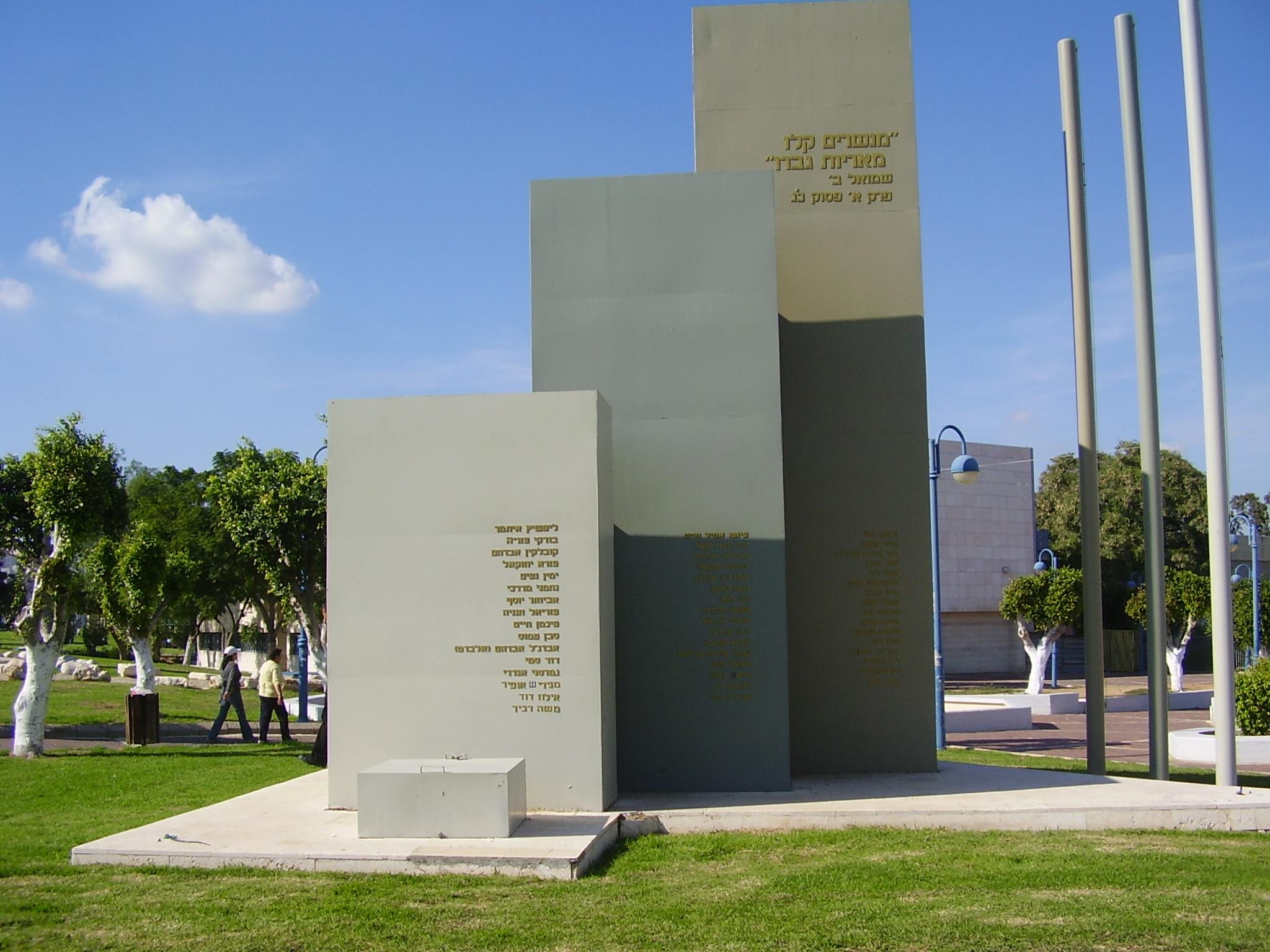
Đài tưởng niệm cựu chiến binh, Kiryat Malakhi

Kiryat Malakhi (tiếng Hebrew: קריית, tiếng Ả Rập: كريات ملاخي) là một thành phố Israel, ở quận Nam, 17 kilômét (11 mi) từ Ashkelon. Thành phố thuộc quận Nam. Thành phố có diện tích 4,632 km2, dân số năm 2009 là 20.600 người, diện tích là 4632 dunam(~4.6 km²). Moshe Katsav, tổng thống Israel thứ 8, đã là thị trưởng Kiryat Malakhi.